# Étoile de Sierra Leone
Pour les articles homonymes, voir Étoile et Sierra Leone.
LÉtoile de Sierra Leone est un diamant de 968,9 carats découvert par des mineurs le 14 février 1972 dans les mines alluviales de Diminco dans la région de Koidu au Sierra Leone. Il est classé comme le quatrième plus grand diamant de qualité gemme et le plus grand diamant alluvial jamais découvert.
Le 3 octobre 1972, le président de la Sierra Leone de l'époque, Siaka Stevens, annonce que Harry Winston, le joaillier de New York, a acheté l'Étoile de Sierra Leone pour moins de 2 500 000$.
La pierre est initialement taillée en une pierre de forme émeraude pesant 143,2 carats, mais elle est retaillée plus tard en raison d'un défaut interne, aboutissant finalement à 17 diamants finis séparés, dont 13 sont jugés sans défaut. Le plus grand gemme fini unique est un diamant en forme de poire sans défaut de 53,96 carats. Six des diamants taillés dans la pierre brute originelle sont ensuite sertis par Harry Winston dans le broche « Étoile de Sierra Leone ».
Une caractéristique rare de cette pierre est sa pureté chimique parfaite : elle est classée comme un diamant de type IIa, une catégorie qui comprend moins de 1 % de tous les diamants.